# Femundløpet

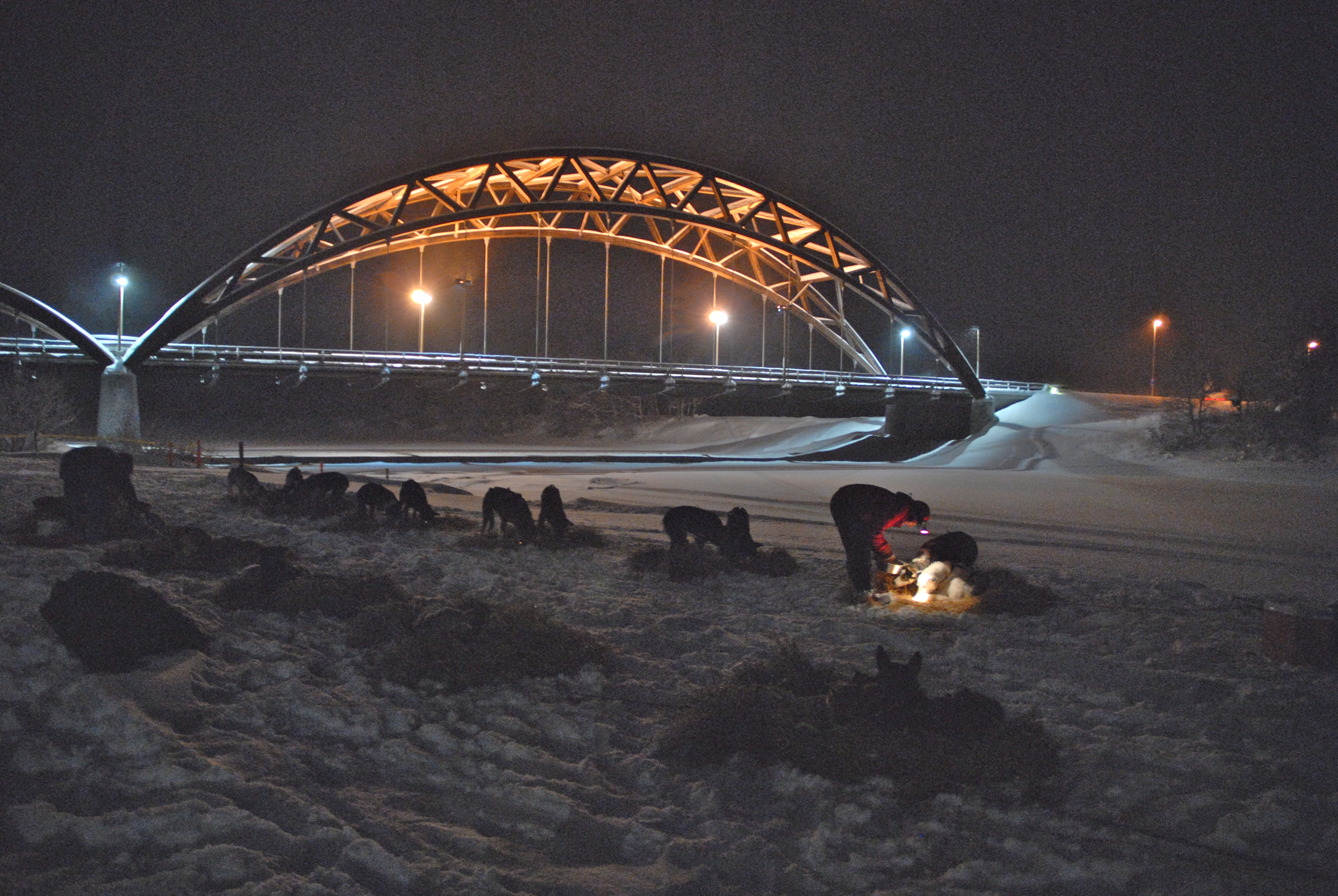
Femundløpet 2007. Kontroll vid en bro över Glomma i Tynset.

Femundløpet är en norsk årlig slädhundstävling med start och mål i Røros. Loppet anses vara världens största med mer än 
200 deltagande lag.
Tävlingen hade premiär år 1990. Den  arrangerades tidigare av Røros Hundeklubb och Femundløpets Venner, men sedan år 2012 står  Femundløpet AS som arrangör för loppet.
Man tävlar i tre seniorklasser och en juniorklass över 200–650 kilometer uppdelat på åtta etapper. Juniorerna i klass FJunior tävlar över 200 km med sex hundar och seniorerna i klass F200 över 200 km med åtta hundar, i klass F450 över 
397 km med upp till åtta hundar och i klass F650 över 647 km med upp till tolv hundar.
Hundförarna skall vara förberedda för dåligt väder och måste ha förnödenheter för sig själva och hundarna under minst 24 timmar med i packningen, såväl som karta, kompass och GPS.
År 2017 vanns loppet av Petter Karlsson på rekordtiden 2 dagar, 18 timmar och 3 minuter.

## Sträckor

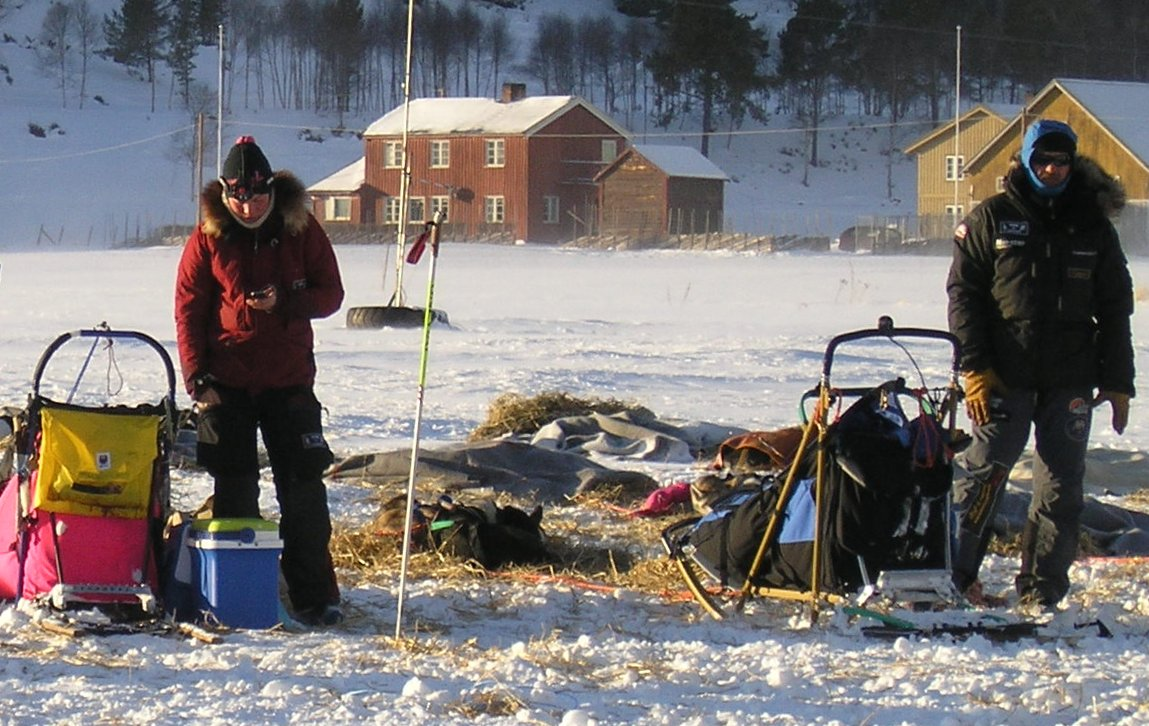
Från Grimsbu under Femundløpet 2011. Sigrid Ekran (vänster) och Robert Sørlie (höger).

## Sträckor[1]
1. Røros – Tufsingdalen, 63 km
2. Tufsingdalen – Drevsjø, 64 km
3. Drevsjø – Trysil, 95 km
4. Trysil – Drevsjø, 95 km
5. Drevsjø – Søvollen, 75 km
6. Søvollen – Orkelbogen, 112 km
7. Orkelbogen – Tolga, 71 km
8. Tolga – Røros, 65 km